# Eitel (Brüder)
Die vier aus Stuttgart stammenden Brüder Emil, Karl, Robert und Max Eitel betrieben ab 1894 in Chicago als Hoteliers und Gastronomen das Luxushotel Bismarck Hotel und einige elegante Großrestaurants wie die Marigold Gardens und das Old Heidelberg Inn. Ein anderer Bruder, der Architekt Albert Eitel, blieb in Stuttgart.

## Herkunft
Die Eltern der Brüder Eitel waren die Stuttgarter Bürger Emil Eitel (1840–1938) und Charlotte Eitel geb. Trost (1842–1917). 
Der Vater war Sohn eines Bäckers und Enkel eines Rotgerbers und arbeitete sich vom Galanteriewarenarbeiter zum Ledergalanteriewarenhändler (1867–1868) und schließlich zum Portefeuillefabrikanten hoch (1868–1890). Die Herstellung von Galanteriewaren erwies sich als sehr einträglich und machte Emil Eitel zu einem reichen Mann. Neben wechselnden Villen besaß er zwei große Geschäftshäuser in bester Innenstadtlage. Die letzten 48 Jahre seines Lebens verbrachte er als Privatier und handelte mit Grundstücken und Immobilien. Er starb im hohen Alter von fast 98 Jahren und liegt zusammen mit seiner Frau in Stuttgart auf dem Pragfriedhof begraben.
Die Mutter der Brüder stammte aus einer Stuttgarter Weingärtnerfamilie. Sie gebar 11 Kinder, von denen drei nicht den ersten Geburtstag erlebten. Außer zwei Schwestern überlebten die sechs Brüder Emil, Karl, Robert, Max und Otto Eitel sowie der Architekt Albert Eitel, der als einziger der Brüder nicht auswanderte.
Die Tabelle zeigt die Söhne und Töchter von Emil und Charlotte Eitel, ohne die drei Kinder, die das erste Lebensjahr nicht überlebten.
| Nummer | Name                          | Geburt | Geburt    | Tod  | Tod               | Auswanderung |
| ------ | ----------------------------- | ------ | --------- | ---- | ----------------- | ------------ |
| 1      | Emil Eitel                    | 1865   | Stuttgart | 1948 | Chicago, IL       | 1890         |
| 2      | Albert Eitel                  | 1866   | Stuttgart | 1934 | Stuttgart         |              |
| 3      | Karl Eitel                    | 1871   | Stuttgart | 1954 | Santa Barbara, CA | 1891         |
| 4      | Charlotte Emma Krauss         | 1873   | Stuttgart |      |                   |              |
| 5      | Robert Eitel                  | 1877   | Stuttgart | 1948 |                   | 1898         |
| 6      | Louise Emilie Charlotte Frank | 1881   | Stuttgart |      |                   |              |
| 7      | Max Eitel                     | 1882   | Stuttgart | 1954 | Chicago, IL       | 1901         |
| 8      | Otto Eitel                    | 1884   | Stuttgart | 1972 | Chicago, IL       | 1912         |

## Auswanderung
1890 wanderte Emil Eitel als erster der Brüder Eitel nach den USA aus und ließ sich in Chicago nieder, das damals ein Zentrum der deutschen Einwanderung war und eine halbe Million deutschstämmiger Einwohner zählte. Die gut untereinander vernetzte deutsche Gemeinde und eine entsprechende Infrastruktur erleichterten Emil den ersten Einstieg. Die deutschstämmigen Chicagoer sicherten später dem Handelsgeschäft der Brüder und ihren Restaurants den Kundenstamm, und ein großer Teil ihrer Hotelkundschaft rekrutierte sich aus deutschstämmigen Reisenden.
Nachdem Emil Eitel den Anfang gemacht hatte, folgten ihm vier seiner Brüder nach Chicago nach: 1891 Karl, 1898 Robert, 1901 Max und 1912 Otto. Otto Eitel (* 5. Oktober 1884 in Stuttgart; † 5. Mai 1972 Chicago), der hier nicht behandelt wird, übernahm nach seiner Auswanderung im Bismarck Hotel die Verantwortung für die Ausstattung des Hotels und des Gartens. Später zog er nach Kalifornien und machte sich dort als Landschaftsgärtner einen Namen. Albert Eitel blieb in Stuttgart, kam aber mindestens 1896, 1910 und 1924 nach Chicago zu Besuch:
- 1896 volontierte er in dem renommierten Architekturbüro von Daniel Burnham, einem Protagonisten der Chicagoer Schule.[8]
- 1924 hielt sich Albert Eitel in Chicago auf zur Abstimmung der Fassadenplanung des Bismarck Hotels mit dem Architekturbüro Rapp and Rapp und zur Planung der Innenausstattung des Hotels.

Die Brüder Emil und Karl begründeten in Chicago das Bismarck Hotel und die Bismarck Gardens. Robert und Max Eitel betrieben mehrere große Restaurants, darunter das Old Heidelberg Inn und einige Messerestaurants. Die Eitels waren nicht nur sehr erfolgreiche Geschäftsleute, sondern integrierten sich als amerikanische Staatsbürger, hielten jedoch auch die Traditionen ihrer deutschen Heimat aufrecht. Sie waren Förderer des Chicago Symphony Orchestra und des Art Institute of Chicago und Mitglieder in Unternehmerverbänden und in national gemischten und deutschen Vereinen. Im Zuge der Weltkriege beteiligten sich Emil und Karl Eitel an Hilfsaktionen des Roten Kreuzes für ihre deutsche Heimat.

## Emil Eitel
Hauptquellen: #NCAB 1967, Seite 510–511; #Leonard 1905–1917; #Sonntagspost 1929.1; #Amtsblatt 1953.1.
Emil Eitel (* 27. Februar 1865 in Stuttgart; † 18. Juli 1948 Chicago) war ein deutscher Hotel- und Gastronomie-Unternehmer in Chicago. Er wurde als erstes Kind seiner Eltern Emil und Charlotte Eitel geboren, besuchte die Handelsschule in Stuttgart, diente in der Armee als Einjährig-Freiwilliger und arbeitete ab 1885 in der Fabrik seines Vaters in der Fotoalbenproduktion.

### Beruf
1890 übersiedelte Emil Eitel nach den USA und ließ sich in Chicago nieder. Er arbeitete zuerst als Angestellter für die Chicagoer Handelsvertretung Bond’s Commercial Agency. Als 1891 sein Bruder Karl ebenfalls nach Chicago kam, gründete er mit ihm zusammen unter der Firma Eitel Brothers ein Großhandels- und Importgeschäft für Wein und Spirituosen. Während der World’s Columbian Exposition 1893, der ersten Chicagoer Weltausstellung, betrieben sie in der Nähe des Messegeländes ihr erstes Hotel. Der Erfolg veranlasste sie, sich dauerhaft dem Hotelgewerbe zuzuwenden. Sie übernahmen das Hotel Germania, das sie in Bismarck Hotel umbenannten. Die Erlaubnis dazu erhielt Karl Eitel vom Reichskanzler Bismarck persönlich, den er auf einer Deutschlandreise im April 1894 besuchte. Sie gründeten 1894 die Firma Bismarck Hotel Co., der Emil Eitel als Präsident und Finanzdirektor bis zu seinem Tod 1948 vorstand. Von 1895 bis 1923 betrieben die beiden Brüder außer dem Hotel die Bismarck Gardens (später Marigold Gardens), einen eleganten Großbiergarten. – Zur Entwicklung der Hotel- und Gastronomieprojekte der beiden Brüder siehe Bismarck Hotel Co.

### Privatleben
Emil Eitel heiratete 1894 Emma Caroline Boldenweck (1868–1943), die er bereits in Stuttgart kennengelernt hatte. Sein jüngerer Bruder Karl war in erster Ehe mit Emmas jüngerer Schwester Marie Luise Boldenweck verheiratet. Aus der Ehe von Emil und Emma Eitel gingen zwei Kinder hervor, die im Säuglings- bzw. Kindesalter verstarben. Emil Eitel starb am 18. Juli 1948 im Alter von 83 Jahren und wurde auf dem Graceland Cemetery in der Familiengruft seines Schwiegervaters Louis Henry Boldenweck beigesetzt.

## Karl Eitel
Hauptquellen: #NCAB 1967, Seite 511; #Leonard 1905–1917; #Sonntagspost 1929.2; #Amtsblatt 1953.1.
Karl Friedrich (Frederick) Eitel (* 17. Januar 1871 in Stuttgart; † 9. März 1954 Santa Barbara) war ein deutscher Hotel- und Gastronomie-Unternehmer in Chicago. Er wurde als fünftes Kind seiner Eltern Emil und Charlotte Eitel geboren. Nach dem Besuch des Gymnasiums absolvierte er ein Studium an dem Königlich Württembergischen Technikum für Textilindustrie in Reutlingen. 

### Beruf
1891 wanderte Karl Eitel zu seinem Bruder Emil nach Chicago aus, mit dem er sich geschäftlich zusammentat, siehe oben unter Emil Eitel, Beruf. Nach der Gründung der Firma Bismarck Hotel Co. übernahm er das Amt des Vizepräsidenten und Verwaltungsdirektors und nach dem Tod von Emil Eitel 1948 auch das Amt des Präsidenten. Ein Jahr später zog er sich aus dem aktiven Geschäft zurück, blieb der Firma aber bis zu seinem Tod 1954 als Ehrenvorstand verbunden. – Zur Entwicklung der Hotel- und Gastronomieprojekte der beiden Brüder siehe Bismarck Hotel Co.

### Privatleben
1896 heiratete Karl Eitel in erster Ehe Marie Luise Boldenweck (1875–1913), eine jüngere Schwester seiner Schwägerin Emma (siehe Emil Eitel). Aus dieser Ehe gingen vier Kinder hervor, unter ihnen Otto K. Eitel, der später Direktor des Bismarck Hotels wurde. 1915 verband sich Karl Eitel in zweiter Ehe mit Ann Schmidt (1884–1919), der Tochter eines aus Brüssel stammenden Fabrikanten, die einer Tochter das Leben schenkte. In dritter Ehe heiratete er Suzanne Schmidt (1888–1968), die Schwester seiner zweiten Frau. Aus dieser Verbindung gingen drei Kinder hervor.
Karl Eitel nahm über viele Jahre aktiven Anteil am gesellschaftlichen und politischen Leben in Chicago. Er starb am 9. März 1954 in Santa Barbara im Alter von 83 Jahren und wurde auf dem Santa Barbara Cemetery beigesetzt.

## Max Eitel
Hauptquellen: #NCAB 1967, Seite 518–519; #Amtsblatt 1953.1.
Max Eitel (* 29. September 1882 in Stuttgart; † 5. Juni 1954 Chicago) war ein deutscher Gastronomie-Unternehmer in Chicago. Er wurde als zehntes Kind seiner Eltern Emil und Charlotte Eitel geboren.

### Beruf
1901 wanderte Max Eitel zu seinen Brüdern Emil, Karl und Robert nach Chicago aus. In Chicago stieg er in die Buchhaltungsabteilung der Firma Bismarck Hotel Co. ein, die seinen Brüdern Emil und Karl gehörte. Anschließende Aufenthalte in England, Frankreich und Holland verwandte er zum Studium des Hotel- und Gastronomiewesens in diesen Ländern. 1904 erhielt er eine Anstellung in dem neu erbauten Luxushotel Hotel Astor am Times Square in New York, das von den deutschen Emigranten William C. Muschenheim (1855–1918) und Frederick A. Muschenheim im gleichen Jahr gegründet worden war. Dort volontierte er zwei Jahre nacheinander in verschiedenen Abteilungen des Hotels. 1906 übernahm er die Verantwortung für das Importgeschäft seiner Brüder und bald darauf die Leitung des Großbiergartens Marigold Gardens, der ebenfalls seinen Brüdern gehörte. 
Nach der Schließung des Lokals auf Grund des drastischen Umsatzeinbruchs durch die Prohibition gründete er 1923 zusammen mit seinem Bruder Robert Eitel das Restaurantunternehmen Eitel Incorporated mit Robert als Präsident und sich selbst als Vizepräsident und Finanz- und Verwaltungsdirektor. Als Robert 1948 starb, übernahm Max auch das Präsidentenamt, das er bis zu seinem Tod innehatte. 
Zur Firma Eitel Incorporated gehörten die folgenden Restaurants:
- 1923–1943: Fünf Bahnhofsrestaurants in der Chicago and North Western Railway Station.
- 1933–1934: Messerestaurant  Old Heidelberg Inn (2500 Sitzplätze) auf der zweiten Chicagoer Weltausstellung (A Century of Progress).[27]
- 1934: Messerestaurant  im deutschen Pavillon Black Forest Village (Schwarzwalddorf) der gleichen Weltausstellung.[28]
- Ab 1934: Old Heidelberg Inn an Chicagos Broadway.
- Ab 1935: Eitel Field Building Restaurant in Chicagos Finanzdistrikt.
- 1936: Messerestaurant Black Forest Restaurant auf der Texas Centennial Exposition 1936 in Dallas.[29]
- 1939–1940: Messerestaurant Ballentine Three Ring Inn (2000 Sitzplätze) auf der Weltausstellung 1939 in New York.

Beschreibungen und Abbildungen der permanenten Restaurants, die zu Eitel Incorporated gehörten, siehe: Eitel Incorporated.

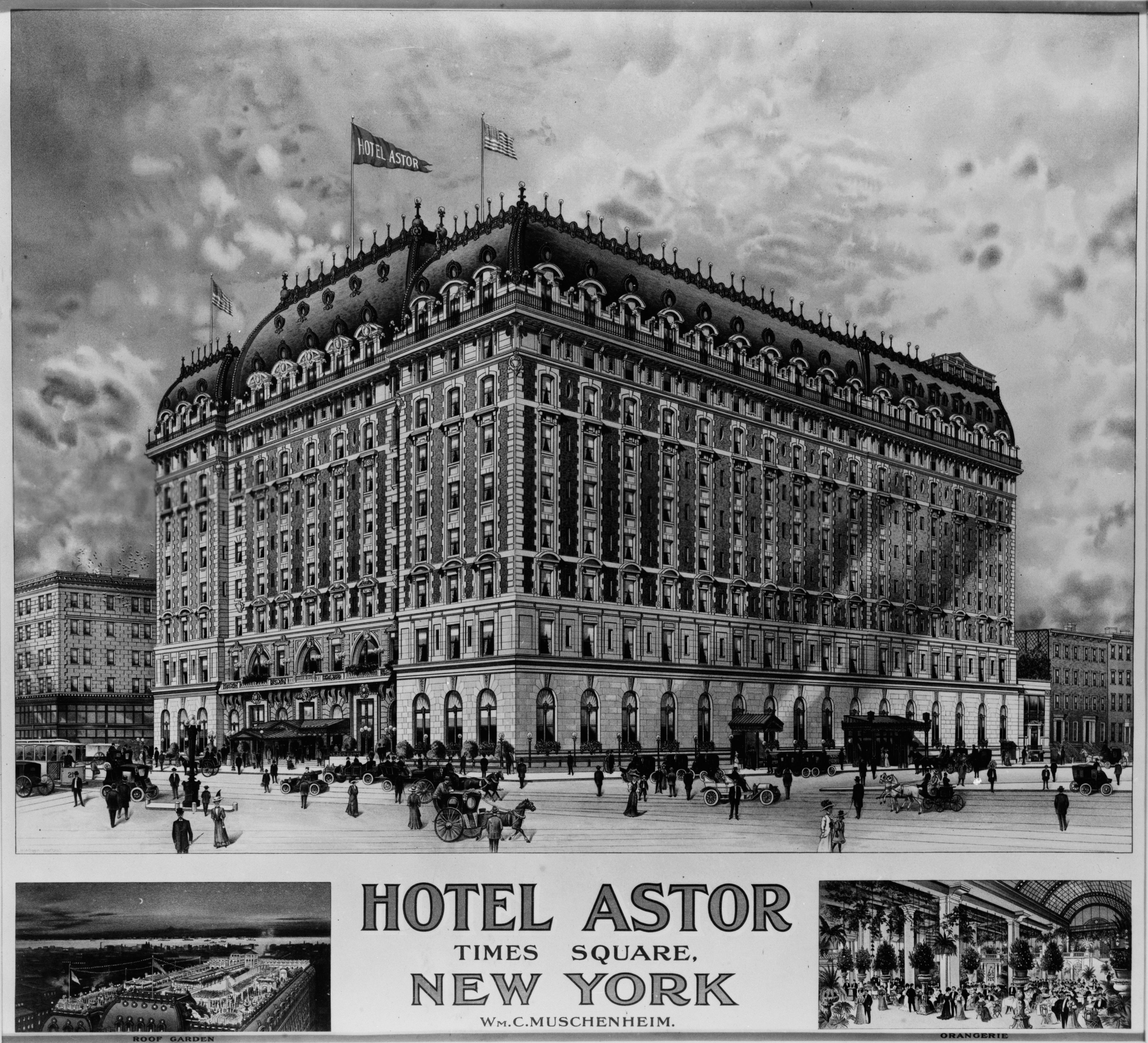
Hotel Astor, New York, Ansichtskarte ca. 1900–1910.
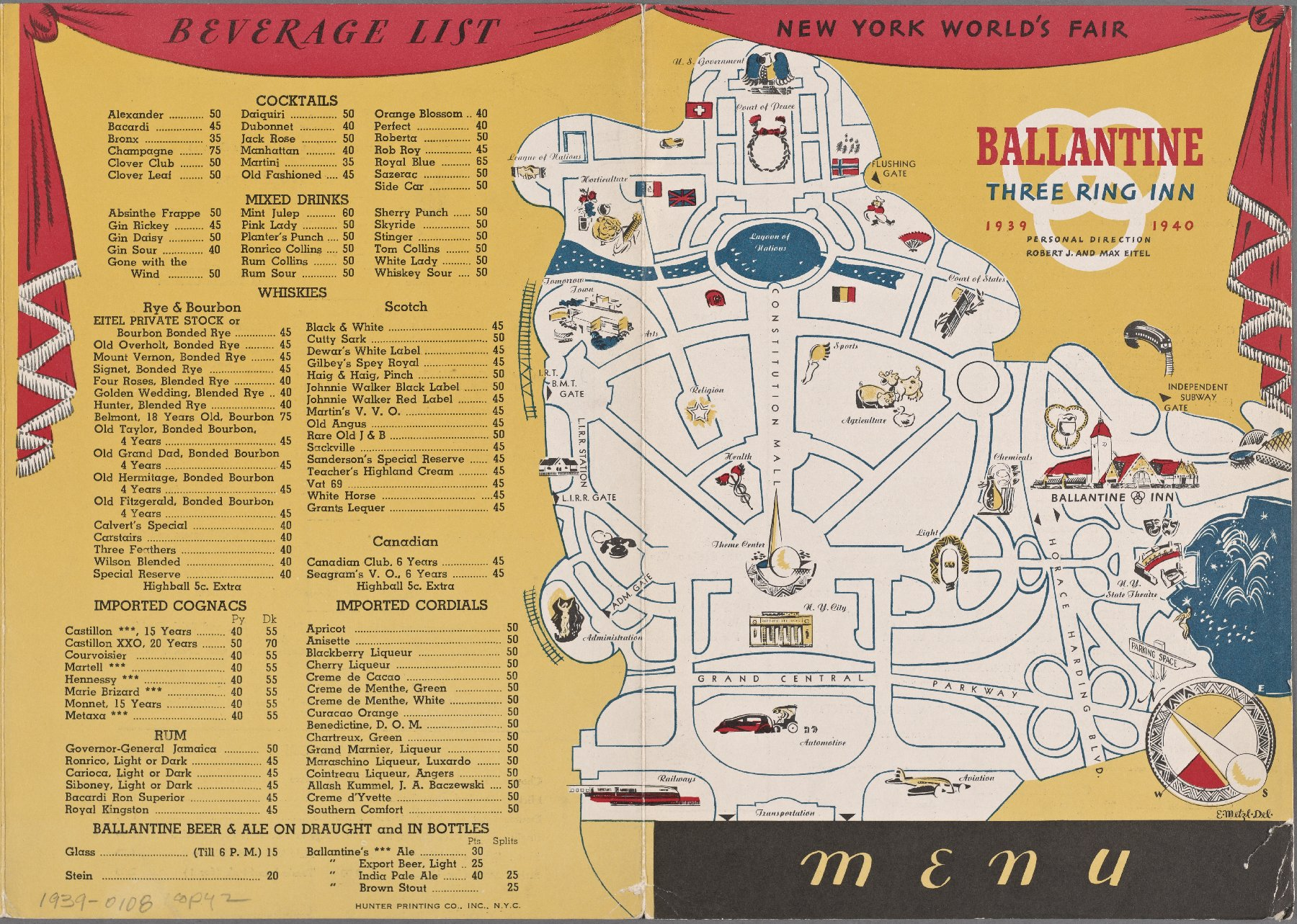
Ballentine Three Ring Inn, Weltausstellung New York 1939–1940, Speisekarte.

### Privatleben
1911 heiratete Max Eitel in erster Ehe die verwitwete Marie Heine geb. Busch († 1934), die Tochter eines deutschen Fabrikanten, die ihm zwei Kinder schenkte. In zweiter Ehe heiratete er 1935 die verwitwete Ella Gleich geb. Harder, die Tochter eines deutschen Immobilienmaklers. Die Ehe blieb kinderlos. – Max Eitel starb am 5. Juni 1954 in Chicago.

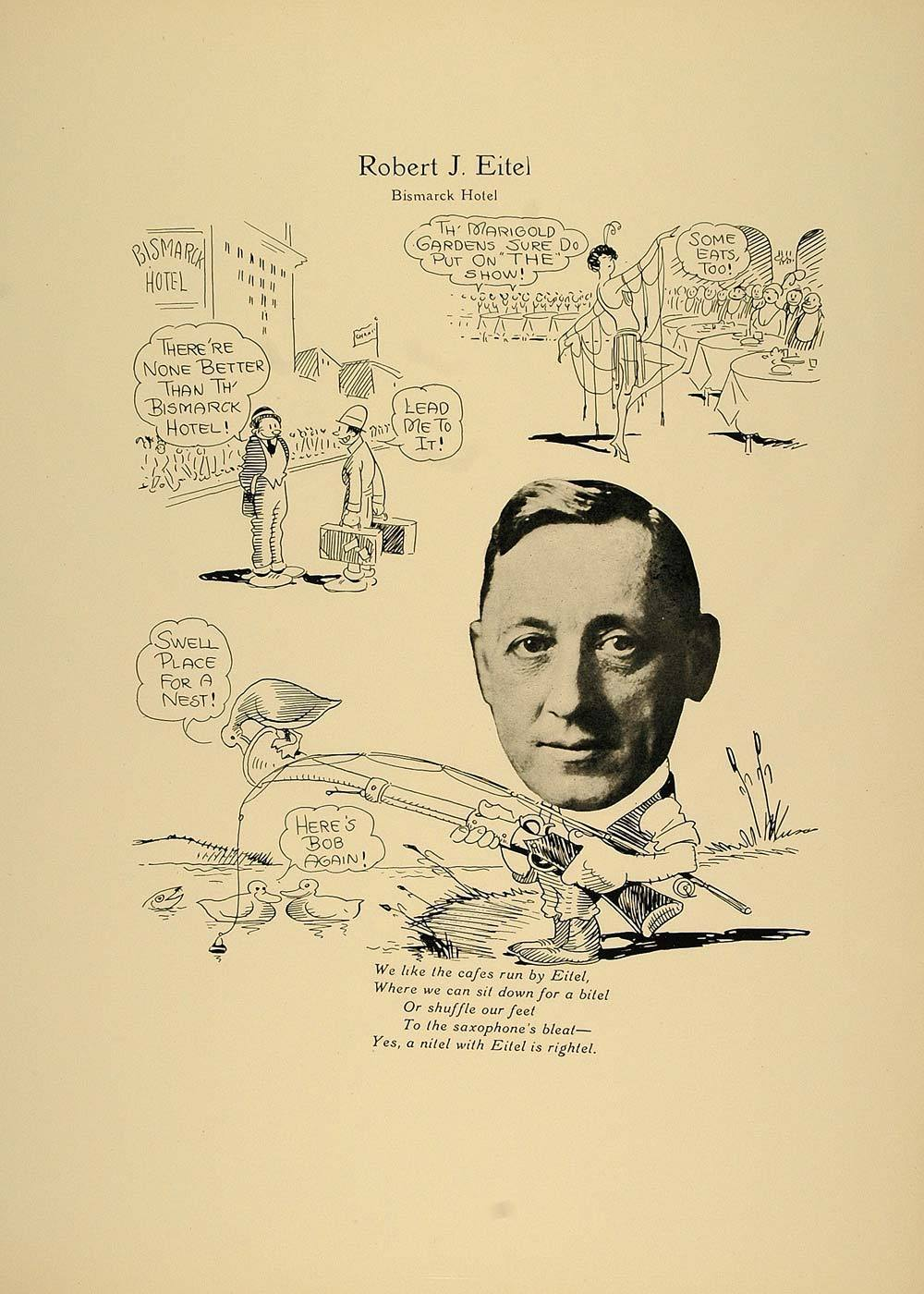
Robert Eitel, Werbepostkarte, 1923.

## Robert Eitel
Hauptquellen: #NCAB 1967, Seite 518–519; #Amtsblatt 1953.1.
Robert Eitel (* 16. Juni 1877 in Stuttgart; † 1948) war ein deutscher Gastronomie-Unternehmer in Chicago. Er wurde als achtes Kind seiner Eltern Emil und Charlotte Eitel geboren.
1898 wanderte Robert Eitel zu seinen Brüdern Emil und Karl nach Chicago aus. In den 1920er Jahren war er Direktor des Bismarck Hotels. 1923 gründete er zusammen mit seinem Bruder Max Eitel das Restaurantunternehmen Eitel Incorporated und wurde dessen Präsident. Zur Entwicklung der gemeinsamen Firma Eitel Incorporated: siehe oben unter Max Eitel, Beruf.

## Bismarck Hotel Co.
| Firmenname        | Bismarck Hotel Co.                                   |
| Inhaber           | Emil und Karl Eitel                                  |
| Gründung          | 1894                                                 |
| Unternehmenszweck | Betrieb des Bismarck Hotels und der Marigold Gardens |
| Präsidenten       | 1894–1948: Emil Eitel                                |
|                   | 1948–1949: Karl Eitel                                |
|                   | 1949–1956: Otto K. Eitel                             |

### Bismarck Hotel (1894–1956)
Nach dem erfolgreichen Betrieb eines Messerestaurants auf der Weltausstellung 1893 bauten Emil und Karl Eitel ein bestehendes Hotel nach ihren Vorstellungen um und nannten es Bismarck Hotel. Dieses Hotel wurde 1926 durch den Neubau eines großen Luxushotels unter dem gleichen Namen ersetzt. Hier die wichtigsten Stationen in der Geschichte des Bismarck Hotels:

#### Messehotel (1893)
Chicago, Cottage Grove Avenue / Sixty-Third Street, 41,7804° N, 87,6059° W. 
Auf Grund der regen Nachfrage ihrer deutschen und österreichischen Lieferanten nach Unterkünften für die erste Chicagoer Weltausstellung 1893 (World’s Columbian Exposition) mieteten die Eitel-Brüder ein Appartementhaus in der Nähe des Messegeländes, das sie zu einem 150-Betten-Hotel umrüsteten.

#### Altes Bismarck Hotel (1894–1924)
Chicago, Randolph Street / Wells Street, 41,8844° N, 87,6338° W.
Nach dem großen Erfolg mit ihrem Messehotel beschlossen die Brüder, ein permanentes Hotel einzurichten. Sie erwarben das vierstöckige 50-Betten-Hotel Germania Hotel im Loop-Viertel, das am Chicagoer Broadway und in der Nähe des Finanzdistrikts lag. Binnen eines Jahrs erhöhten sie die Bettenkapazität durch Ankauf benachbarter Gebäude auf 100 Betten. Mit Genehmigung des deutschen Reichskanzlers Otto von Bismarck durften sie das Hotel Bismarck Hotel nennen. Der antideutschen Stimmung wegen firmierte das Hotel während des Ersten Weltkriegs vorübergehend als Randolph Hotel.

#### Neues Bismarck Hotel (1926–1956)
Chicago, Randolph Street / LaSalle Street / West Court Place / Wells Street, 41,8844° N, 87,6333° W.
1922 arrondierten die Eitels ihr Grundstück zu dem sogenannten Eitel-Block, der den nördlichen Teil des Blocks zwischen Randolph und Washington Street bzw. Wells und LaSalle Street umfasste. 1924 ließen sie die Gebäude im Eitel-Block abbrechen und 1925 bis 1926 auf dem freigewordenen Grundstück einen Wolkenkratzer errichten. Er bestand aus einem 22-stöckigen Bürotrakt, dem Metropolitan Office Building, und dem 19-stöckigen Hoteltrakt, der außer dem 600-Betten-Hotel Bismarck Hotel das Palace Theater beherbergte, ein Theater mit 2500 Sitzen.
1956 verkaufte Otto K. Eitel das Hotel an den Hotel- und Sportunternehmer Arthur Wirtz. Nach einer Phase des langsamen Niedergangs wurde das Hotel 1996 geschlossen und 1998 von der Kimpton-Gruppe unter dem Namen Hotel Allegro neu eröffnet.

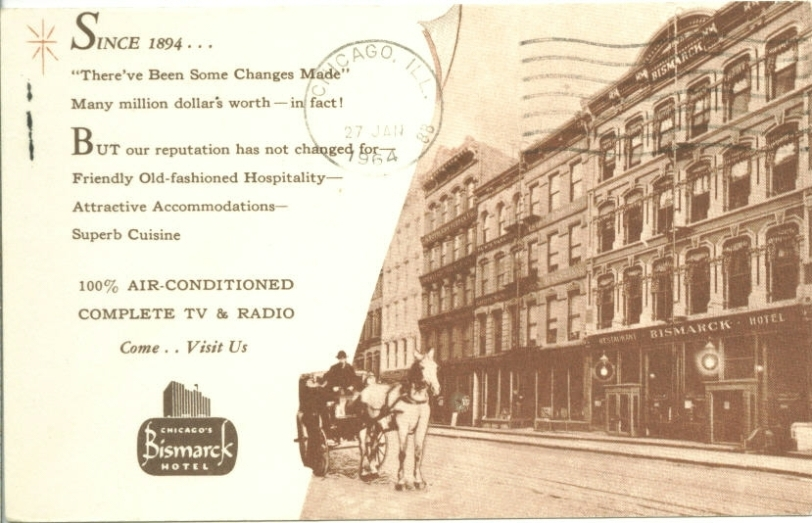
Altes Bismarck Hotel (bis 1924), Foto vor 1925.
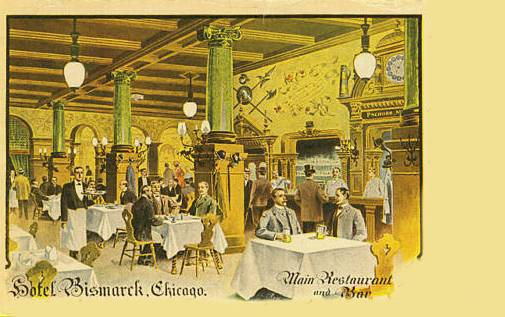
Dto., Großer Speisesaal, Postkarte 1905.

### Marigold Gardens (1895–1923)
Chicago, 3760 North Halsted Street, 41,9509° N, 87,6499° W.
1895 kauften Emil und Karl Eitel im Norden Chicagos den beliebten Biergarten DeBerg’s Grove, den sie zu einem eleganten Großbiergarten ausbauten und in Anlehnung an den Namen ihres Hotels Bismarck Gardens nannten. Die Gärten boten deutsche Biergartenatmosphäre, tägliche Musikshows in der freien Natur und die größte Freilufttanzfläche mit Holzboden in Chicago. In einem großen Konzertsaal, dem Marigold Room, wurden auch im Winter tägliche Musikshows dargeboten. 
Das berühmte Lokal galt als Inbegriff eines Chicagoer Biergartens und als erste Adresse unter den Chicagoer Nachtklubs. Präsident William Howard Taft soll die Marigold Gardens sogar als eine „nationale Institution“ bezeichnet haben. Wegen der antideutschen Stimmung wurden die Bismarck Gardens während des Ersten Weltkriegs in Marigold Gardens umbenannt. 1923 verkauften die Brüder die Marigold Gardens, weil sich der Betrieb auf Grund drastischer Umsatzeinbrüche nach Einführung der Prohibition 1919 nicht mehr lohnte.

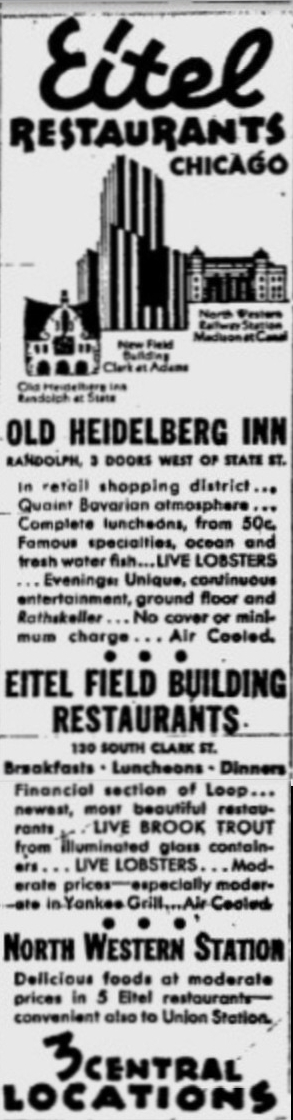
Anzeigenwerbung für die drei Eitel Restaurants, 1935.

## Eitel Incorporated
| Firmenname        | Eitel Incorporated      |
| Inhaber           | Robert und Max Eitel    |
| Gründung          | 1923                    |
| Unternehmenszweck | Betrieb von Restaurants |
| Präsidenten       | 1923–1948: Robert Eitel |
|                   | 1948–1954: Max Eitel    |

### Chicago and North Western Railway Station Restaurants (1923–1943)
Chicago, Clinton Street / Canal Street / Madison Street / Randolph Street, 41,8822° N, 87,6406° W.
Von 1923 bis 1943 betrieben Robert und Max Eitel fünf Bahnhofsrestaurants mit angeschlossener Bäckerei und Wäscherei in der Chicago and North Western Railway Station. Die Wäscherei trat auch als Dienstleister für die Schlafwagengesellschaft der Pullman Company auf.

### Old Heidelberg Inn (ab 1894)
Chicago, 14 West Randolph Street, 41,8849° N, 87,6285° W.
Nach dem Ende der ersten Chicagoer Weltausstellung installierten Robert und Max Eitel in Chicago, 14 West Randolph Street, ein permanentes Restaurant, das sie nach ihrem Messelokal Old Heidelberg Inn nannten. Es hatte eine auffällige altdeutsche Fassade und war im Innern nach dem Vorbild bayrischer Bierkeller eingerichtet. Das Restaurant beherbergte im Erdgeschoss den Großen Speisesaal Old Heidelberg Room mit einer Bühne für das Orchester, einen Rathskeller im Untergeschoss, den Rialto Room, eine Bäckerei und einen Tanzsaal.

### Eitel Field Building Restaurant (ab 1935)
Chicago, 130 South Clark Street, 41,8798° N, 87,6316° W.
1935 eröffneten die beiden Brüder ein paar Straßen südlich der Randolph Street in dem 1934 neu erbauten Field Building in 130 South Clark Street das Eitel Field Building Restaurant.

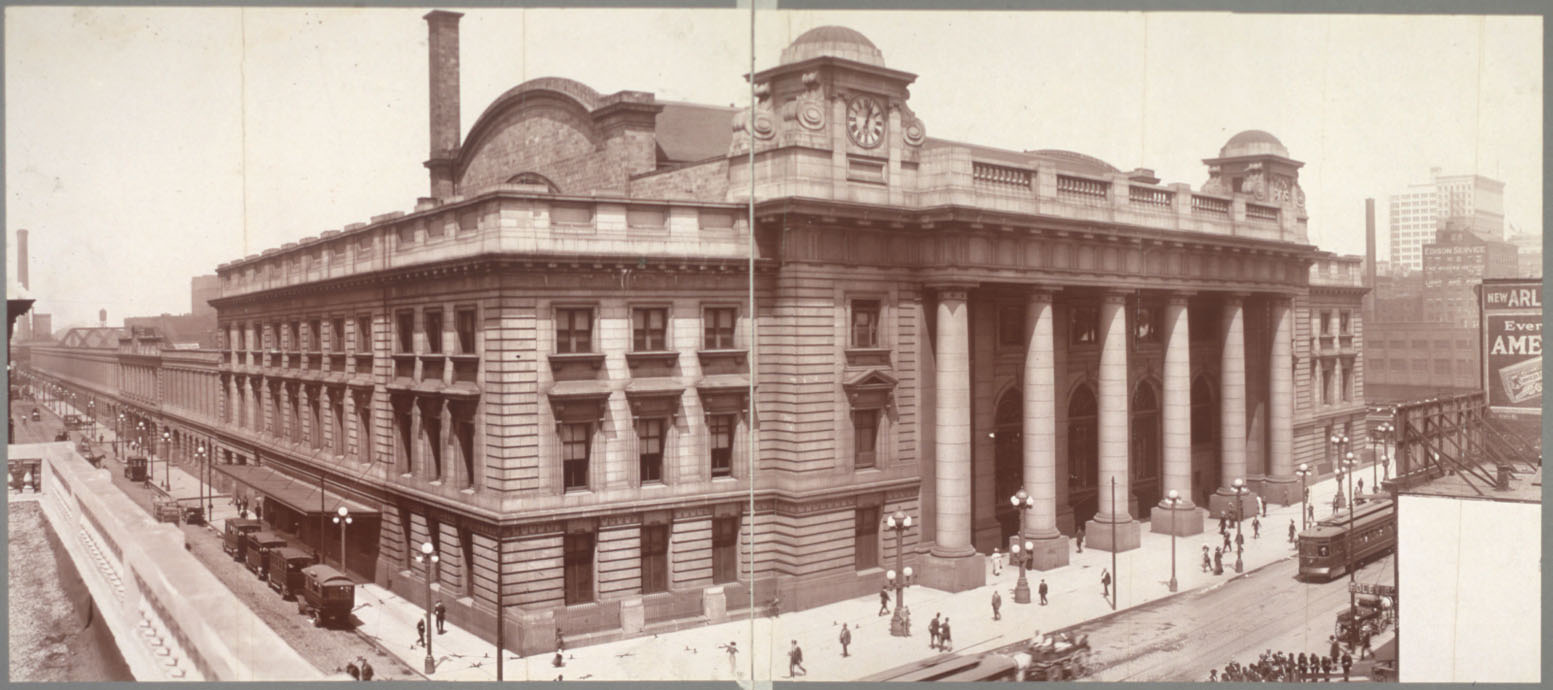
Chicago and North Western Railway Station, Foto 1911.

### Allgemein
- Fred J. Ashley: The house of Eitel. Aristocrats in hospitality, Chicago [1947?].
- Sechs Stuttgarter schrieben wichtiges Kapitel amerikanischer Hotelgeschichte. In: Amtsblatt der Stadt Stuttgart Nr. 45 vom 12. November 1953, Seite 13.
- Eitel Restaurants Chicago. In: The Ludington Daily News vom 31. Juli 1935, Seite 4 news.google.com.
- Eitel news, summer, 1934. About the restaurants operated by Eitel, Inc. both in downtown Chicago and on the fair grounds of A Century of Progress Exposition, Chicago 1934.
- Karl Götz: Brüder über Land und Meer. Schicksale und Geschichten der Ausgewanderten, Bodman 1967, Seite 114–115.
- John William Leonard: The book of Chicagoans. A biographical dictionary of leading living men of the city of Chicago, Chicago 1905, Seite 186 us.archive.org (PDF; 57,0 MB), Chicago 1911, Seite 211–212, Chicago 1917, Seite 210.
- The national cyclopedia of American biography [NCAB], Band 41, Clifton, NJ 1967, Seite 510–511, 518–519.
- Emil Eitel. In: Sonntagspost, Chicago vom 29. September 1929 newberry.org.
- Who Does Not Know Him? Karl Eitel. In: Sonntagspost, Chicago vom 20. Oktober 1929 newberry.org.

### Bismarck Hotel
- William R. Host; Brooke Ahne Portmann: Early Chicago Hotels, Charleston, SC 2006, Seite 33–35 books.google.de.
- L.: New Bismarck-Hotel in Chicago. Moderne deutsche Einrichtungskunst in Amerika. In: Innendekoration 38.1927, Seite 254–272.
- Meg McSherry Breslin: Bringing Back The Bismarck Hotel. Historic Inn’s New Owners Hope To Recapture The Past. In: Chicago Tribune News vom 10. Januar 1997 articles.chicagotribune.com.
- Jennifer Navarro: Kimpton’s Hotel Allegro Chicago. Historical Background, Chicago 2010, nur online allegrochicago.com (PDF; 35 kB).
- Jennifer Navarro: Kimpton’s Hotel Allegro Invites Guests to Step into the Limelight. Historic hotel welcomes travelers with red-carpet treatment, Chicago 2010, nur online allegrochicago.com (PDF; 38 kB).
- Wolfgang Pfleiderer: Neue Werkkunst. Architekt Albert Eitel Stuttgart, Berlin 1929, Tafel 38–40.
- Frank Alfred Randall; John D. Randall: History of the Development of Building Construction in Chicago, Urbana 1999, Seite 312 books.google.de.
- Charles A. Sengstock: That Toddlin’ Town. Chicago’s White Dance Bands And Orchestras, 1900-1950, Urbana 2004 books.google.de.
- New Yorker Staatszeitung und Herold vom 12. November 1953.